# Nives Ivanišević
Nives Ivanišević (Zagreb, 1982.) je hrvatska televizijska i filmska glumica te radijska i TV voditeljica.

## Privatni život
U braku je s Goranom Ivaniševićem i imaju sina Olivera.

## Filmografija

### Televizijske uloge
- "Exkluziv Tabloid" kao gošća priloga (2019.)
- "Hrvatski broj jedan" kao Nives Čanović (2014.)
- "Dolina sunca" kao Augustina Vitezović (2009. – 2010.)
- "Sve će biti dobro" kao medicinska sestra Nives (2008. – 2009.)

### Filmske uloge
- "Djeca jeseni" kao službenica u banci (2013.)

### Voditeljske uloge
- "RTL Zvjezdice" kao voditeljica (2015. – 2016.)
- "Tko će ga znati" kao voditeljica (2014.)
- "Narodni radio" kao voditeljica (2012. do danas)
- "Antena Zagreb" kao voditeljica (2010. – 2012.)
- "Leteći Start" kao voditeljica (2004.)

## Vanjske poveznice
- Nives Ivanišević u internetskoj bazi filmova IMDb-u (engl.)